# Teapacks
Teapacks (en hébreu : טיפקס) est un groupe de musiciens israéliens.
Teapacks a été créé en 1988 dans la ville méridionale de Sdérot. D'abord nommé d'après le célèbre fluide correcteur Tipp-Ex ; mais le nom fut ensuite changé puisqu'il violait la loi sur les marques. Il gagna en popularité en combinant musique traditionnelle orientale avec soupçon d'humour. Le leader du groupe, Kobi Oz, est bien connu dans son pays pour son look et son style excentrique.

## Formation
- Kobi Oz : leader du groupe, parolier, compositeur, producteur musical et soliste du groupe
- Gal Peremen : chant, guitare basse
- Rami Yosifov : chant, guitare, mandoline
- Dani Aberjel : chant, guitare
- Motti Yoseff : batterie et percussions
- Noam Yankelevich : clavier et accordéon
- Meir Amar, surnommé BIG M : ingénieur du son et informatique.

## Le groupe

### La formation
Teapacks est l'un des groupes les plus anciens et les plus connus de succès d’Israël. Le groupe se crée en 1988 à la suite de la rencontre entre Gal Pereman et Kobi Oz pour l'opéra-rock "Mamy" dans le sud du pays. Ensemble, ils se mettent à jouer les chansons de Kobi, puis les autres membres du groupe, venus du milieu urbain ou des kibboutz, se joignent à eux.
Le groupe se nomme d'abord « Tipp-Ex », d'après le célèbre fluide correcteur. Mais, le nom violant la loi sur les marques, change en « Teapacks ».

### Un des plus grands groupes israéliens
Au fil des années, les chansons qui parviennent à la radio sont diffusées sans arrêt sur les ondes et arrivent en tête des hit-parades. Le groupe est plusieurs fois couronné "groupe de l'année" par plusieurs stations de radio.
Teapacks collabore dans les studios et sur la scène avec beaucoup de chanteurs, dont Sarit Haddad et Shiri Maïmon (les deux représentèrent Israël à l'Eurovision respectivement en 2013, et 2002), l'Orchestre Andalou d'Israël, le groupe "Hadag Nakhach" (Poisson-serpent) et d'autres encore.
Le groupe a enregistré de nombreux albums, une bande sonore de film, un EP et une compilation de ses plus grands succès, dont les ventes ont atteint plus de 300 000 exemplaires au total. Deux des albums sont des disques de platine (plus de 40 000 exemplaires) et quatre autres sont des disques d'or (plus de 20 000 exemplaires), ce qui est considéré comme une belle réussite dans un petit pays comme Israël.
Le groupe s’est produit des milliers de fois, sur scène, lors de festivals et de nombreux évènements en Israël et dans le monde.

### L'Eurovision 2007
Le 7 janvier 2007, le groupe est sélectionné par le comité de l'Eurovision de IBA pour représenter Israël au concours de l'Eurovision 2007, avec leur chanson Push The Button (« Appuie sur le bouton »). Ce morceau, interprété en trois langues différentes (hébreu, anglais et français) dénonce la politique nucléaire de certains pays.
Une polémique touche le groupe, dont le titre a failli être refusé par les organisateurs en raison de son texte puissant évoquant la menace nucléaire et les dictatures.
Le groupe ne passe pas les demi-finales, nécessaires pour pouvoir se produire et ainsi gagner le concours. Israël a gagné 3 fois l'Eurovision, la France 5 fois, l'Irlande 7 fois.

## Discographie

### 1992: Shvil Klipot Hagareinim
- Nom hébreu : שביל קליפות הגרעינים
- Transcription hébraïque : Shvil Klipot Hagareinim
- Nom anglais : A Trail Of Garinim Shells
- Traduction française : Le chemin des écales de graines

### 1993: Ha’akharon ba’assiron hatakhton
- Nom hébreu : האחרון בעשירון התחתון
- Transcription hébraïque : Ha’akharon ba’assiron hatakhton
- Nom anglais : The Last One On The Bottom Class
- Traduction française : Le dernier décile inférieur

### 1995: Hakhayim shelkha belafa
- Nom hébreu : החיים שלך בלאפה
- Transcription hébraïque : Hakhayim shelkha belafa
- Nom anglais : Your Life In A Lafa
- Traduction française : Ta vie dans une lafa

### 1996: Klavim lo novkhrim be’yarok
- Nom hébreu : כלבים לא נובחים בירוק
- Transcription hébraïque : Klavim lo novkhrim be’yarok
- Nom anglais : Dogs Don't Bark In Green
- Traduction française : Les chiens sont daltoniens

### 1997: Neshika ledod
- Nom hébreu : נשיקה לדוד
- Transcription hébraïque : Neshika ledod
- Nom anglais : Kiss The Uncle
- Traduction française : Un baiser à l'oncle

#### Titres
1. Count To Ten
2. I Love You Way Too Much
3. What A World
4. Why Did You Leave Me
5. Like A Boat In The Water
6. And You
7. When I'm Alone I Am Not Cool
8. Another Saturday
9. A Song Of Troubles At The Neighborhood
10. A Kiss For Uncle
11. If You Are Around
12. Just Because

### 1998: Haetzev avar lagour kan
- Nom hébreu : העצב עבר לגור כאן
- Transcription hébraïque : Haetzev avar lagour kan
- Nom anglais : Sadness Has Come To Live Here
- Traduction française : La tristesse est venue habiter ici

### 1999: Disco menayek ("Maniaque du disco")
- Nom hébreu : דיסקו מנאייק
- Transcription hébraïque : Disco Menayek
- Nom anglais : Disco Maniac
- Traduction française : Maniaque du disco

#### Titres
1. Matnas Haksamim
2. Gveret
3. Popleks
4. Sami V'Somo
5. Shalosh Balaila
6. Banu Choshech
7. B'Shifchat Hazorem
8. Gever Achi
9. Kablu Et Hatzevet Hanehadar
10. Hataklitan
11. Geshem Shel Fkakim (Hedad Hedad Kapayim Kapayim Sameach Sameach L'Chaim L'Chaim)
12. Fast Moshe
13. Slow Moshe
14. Malkah
15. Haefroach
16. Geri Hanigiri
17. Haloaziim
18. Tokata V'Fugah B'D-Minor Menaganat B'G-Minor
19. Kshe Ani Itcha Ani Kmo Dag
20. Anana
21. Dina
22. Ani Abanibi
23. Johnny Marr
24. Mike Brent 2000
25. Shir Hatikva Shel
26. Mikud 63568

### 2001: Yoshvim bebeit café
- Nom hébreu : יושבים בבית קפה
- Transcription hébraïque : Yoshvim bebeit café
- Nom anglais : Sitting in a coffee shop
- Traduction française : On est au café

#### Titres
1. Yoshvim Bebeit Cafe
2. Kmo Lifnei 20 Shana
3. Kulam Halchu Lkenyon Hachadash
4. Mi Shelibo
5. Ve At Ve At Ve At
6. Lehitnakem
7. Ilu Hayit
8. Adif Lalechet Achshav
9. Mehashamayim
10. Al Tishkach
11. Chick Chiku Chack
12. Tizrach

### 2003: Kol Halehitim
- Nom hébreu : כל הלהיטים
- Transcription hébraïque : Kol Halehitim
- Nom anglais : All The Hits
- Traduction française : Tous les hits

### 2006: Radio/Musika/Ivrit  ("Radio/musique/hébraïque")
- Nom hébreu : רדיו מוסיקה עברית
- Transcription hébraïque : Radio/Musika/Ivrit
- Nom anglais : Radio Music Hebrew
- Traduction française : Radio/musique/hébraïque

### Singles
- The Sticker Song (1993)
- For No Reason (1997)
- At 3.00 AM (1999)
- Sitting At A Cafe (2001)
- Amba Dancing (2003)
- Flower Of The Neighborhoods (2006)
- Push The Button (2007)